# 勒鲁利耶
勒鲁利耶（法語：Le Roulier，法語發音：[lə ʁulje] ⓘ）是法国大東部大區孚日省的一个市镇，属于埃皮纳勒区。

## 地理
勒鲁利耶（48°10'5"N, 6°37'12"E）面积5.67 平方千米，位于法国大東部大區孚日省，该省份为法国东北部内陆省份，北起默兹省和默尔特-摩泽尔省，西接上马恩省，南至上索恩省和贝尔福地区省，东临上莱茵省和下莱茵省。
与勒鲁利耶接壤的市镇（或旧市镇、城区）包括：多塞勒、艾杜瓦勒、沙尔穆瓦-德旺布吕耶尔、代西蒙、丰特奈、梅梅尼勒。

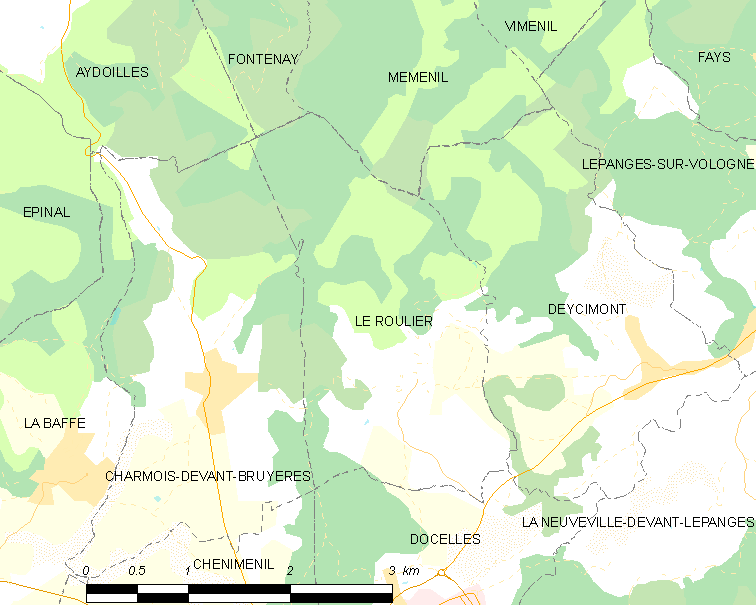
勒鲁利耶的OSM定位图

勒鲁利耶的时区为UTC+01:00、UTC+02:00（夏令时）。

## 行政
勒鲁利耶的邮政编码为88460，INSEE市镇编码为88399。

## 政治
勒鲁利耶所属的省级选区为布吕耶尔县。

## 人口

1962-2008年间勒鲁利耶人口变化图示

勒鲁利耶于2022年1月1日时的人口数量为210人。